# 草酸锕
草酸锕是锕的草酸盐，化学式为Ac2(C2O4)3。

## 制备
草酸锕可由草酸铵和可溶性锕盐反应得到：
2 Ac3+ + 3 C2O42- → Ac2(C2O4)3

## 物理性质
草酸锕是难溶于水的固体。

## 化学性质
草酸锕在高温下分解，产生氧化锕，放出一氧化碳和二氧化碳：
Ac2(C2O4)3 → Ac2O3+ 3 CO↑ + 3 CO2↑